# Sword Art Online: Infinity Moment
Sword Art Online: Infinity Moment (ソードアート・オンライン -インフィニティ・モーメント- Sōdo Āto Onrain: Infiniti Mōmento?) es un videojuego basado en la serie de novelas ligeras Sword Art Online de Reki Kawahara. El juego fue lanzado en cajas de edición estándar y limitada en Japón el 14 de marzo de 2013 para PlayStation Portable. Su secuela, Sword Art Online: Hollow Fragment se lanzó como un paquete con Infinity Moment en los Estados Unidos.

## Modo de juego
El juego tiene muchas similitudes con los MMORPG , aunque no es un juego en línea, incluida la capacidad de comprar y actualizar armas, ir a misiones y luchar en un grupo con otros personajes. El protagonista, Kirito, puede equipar diez tipos de armas, como espadas y hachas.

## Trama
El juego sigue una historia alternativa desde el final del primer arco de la historia original, en el que una falla hace que Kirito y los otros jugadores permanezcan en Sword Art Online a pesar de derrotar a Heathcliff, y a jugadores de otros VRMMORPG, como el segundo y el tercer arco. Las protagonistas Leafa y Sinon, son absorbidas por el juego ellas mismas.

## Desarrollo
El juego fue lanzado el 14 de marzo de 2013 en Japón para PlayStation Portable. En junio de 2014, Bandai Namco lanzó un parche que agregó un nuevo modo de juego, que agregó una jugabilidad adicional después de completar la historia principal.

## Recepción
El juego vendió 138,180 copias físicas en la primera semana de lanzamiento en Japón, encabezando las listas de ventas de software japonesas para esa semana. En junio de 2013, había enviado más de 200,000 copias. Famitsu le otorgó puntajes de 8, 7, 7 y 7 de 10, totalizando 29 de 40.

## Adaptación
El juego se rehízo en HD para PlayStation Vita en forma de Sword Art Online: Hollow Fragment. Algunas características, como los puntos y habilidades del jugador, se pueden transferir de Infinity Moment a Hollow Fragment.